# 都新聞
『都新聞（みやこしんぶん）』は、かつて存在した日本の日刊新聞。1942年、新聞事業令により『國民新聞』と合併して『東京新聞』となった。

## 歴史

### 今日新聞としての創刊
前身は1884年（明治17年）9月25日、小西義敬によって日本初の本格的夕刊紙として東京で創刊された『今日新聞（こんにちしんぶん）』である。創刊時の部数は1万部。『横浜毎日新聞』OBで仮名読新聞、いろは新聞などを創刊した戯作者仮名垣魯文を初代主筆に迎えた。当初から芝居や寄席演芸、花柳界関係（いわゆる「芸事」げいごと）に強かったが、夕刊自体が時代に合わず、経営は苦しかった。

### 都新聞の創刊と芸能面の充実
1888年（明治21年）、競合紙『時事新報』の記者だった渡辺治（後に大阪毎日新聞社初代社長兼務）と大手出版社金港堂（東京書籍の源流）の創業者原亮三郎が組んで今日新聞を買収。『今日新聞』は『みやこ新聞』に改題し朝刊紙に切り替え、社長に原、主筆には渡辺が就いた。さらに翌年2月1日から『都新聞』と漢字に改めた。題字は吉田晩稼の書、地紋は渡辺省亭描くしだれ柳に筑波山と都鳥3羽（その後2羽になる）をあしらったものであった。1890年（明治23年）、東京市麹町区内幸町の現在日本プレスセンタービル（日比谷シティ、日本新聞協会本部）がある場所に本社が完成した。

『絵入自由新聞』から移籍して主筆に就任した黒岩涙香の人気もあり、発行部数は一挙に3万部に躍進。しかし、原の妻の兄でタニマチ役を担った山中閑が株取引で失敗する。後ろ盾を失った原は第3代衆議院議長男爵楠本正隆に社を売却した。黒岩は、原の後任として都新聞社に乗り込んだ楠本と衝突、退社して『萬朝報』を創刊する。黒岩の探偵小説が載らなくなり困った会社は、刑事出身の探訪長高谷為之に「探偵実話」を書かせ、これが評判を呼んだ。
また、これと並んで競合紙『東京日日新聞（現・毎日新聞東京本社版）』を発行していた日報社（現・毎日新聞GHD）の元社長福地源一郎（桜痴）と守田勘彌が協力して芝居記事を多く掲載させるなど、のちに売り物となる芸能との関係は引き続き密接であった。楠本や元社長の小西、さらに主筆の渡辺は役者に知己が多く、サービスの一環として読者を招いての芝居総見を行ったほどであった。
ところが、渡辺も1893年（明治26年）、30歳で早世する。渡辺を失った都新聞社には1898年（明治31年）、伊原青々園が入社。その後大正時代にかけて、渡辺黙禅、中里介山、長谷川伸（紙面名「山野芋作」）、平山蘆江など文人記者が集まった。伊原は入社後40年余にわたって劇評を書き続けた。当時の都新聞を水上瀧太郎は「文章のうまいこと、読者に親切なこと、温かみがあること」と激賞した。
ほかに1898年、付録として月刊雑誌『都の華』を発行、月極め読者に配布した。当時としては高度なカラー印刷の表紙に、流行や演芸記事を載せ、いわばファッション雑誌のはしりとも言えるものだったが、これは1904年（明治37年）、日露戦争開戦とともに廃刊となった。

### 東京地元紙の頂点に

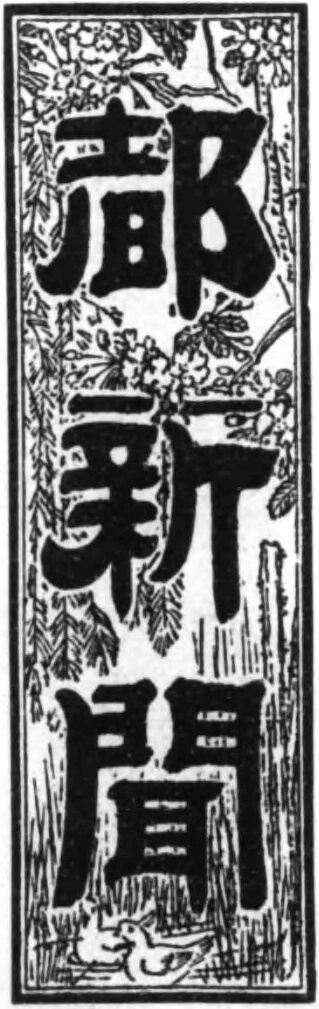
1941年時点の題字

1919年（大正8年）、実業家の福田英助が買収し、個人経営だったところを株式会社に改組。編集局長に山本信博を就任させ、それまでの江戸趣味を縮小したうえで商況面の拡充のほか、第1面に文芸欄を新設するなど紙面を刷新した。また、1923年（大正12年）には『大阪新報』を併合して『大阪都新聞』を創刊したが、これは振るわず3年後に休刊になっている。
1923年の関東大震災によって東京の新聞界は大打撃を受けた。内幸町の『都新聞』も活字ケースが倒れ、電気、ガス、水道が止まったものの幸いにも火災による罹災は免れた為、手刷りによる号外を出版した。こののち『東京朝日新聞（現・朝日新聞東京本社版）』・大毎（東日）の東京大進出の際にもこれをかわし、ラジオ版の新設などで人気を博す。1935年（昭和10年）には地上4階、地下1階、白タイル貼りの新社屋を建設、さらに文化部を独立させて部長には上林秀信が就いた。翌年には夕刊も発行、下町中心の読者は山の手へ広がり、部数は25万部、経営的にも安泰だった。

1932年（昭和7年）、東京・日本橋の白木屋デパート（東急百貨店日本橋店を経て現・COREDO日本橋）で火災が発生、墜落死する女性が相次いだ。都新聞では、ズロースを履いていなかったため、裾を手で抑えるために命綱から手を離さざるを得なかったためだと説明し、ズロースの着用を呼びかける記事を書いた。火事から実際にズロースが普及するまでにタイムラグがあるものの、当時の新聞記事が洋装を普及させるきっかけを作ったものとして長らく語られるようになった。

戦前の自由主義的な新聞覆面コラムとして知られる「狙撃兵」欄では、鈴木茂三郎、青野季吉、大森義太郎、戸坂潤、河野密、岡邦雄、猪俣津南雄、新居格、向坂逸郎、岡田宗司、本多顕彰らが執筆した。しかし、1937年（昭和12年）とその翌年の2回にわたる人民戦線事件により彼ら著者はほぼ検挙されてしまった。

### 商況面の充実
1935年（昭和10年）に商況部部長細田悟一が開発したテクニカル分析ツール「新東転換線」（戦後に一目均衡表と改名）を発表するなど、商況面の充実した内容が高い評価を得る。

### 軍部による圧力、そして統合へ
太平洋戦争開戦直後の1941年（昭和16年）12月13日公布の新聞事業令により、「一県一紙」に新聞が統合されることになった。翌1942年（昭和17年）6月30日に統制団体の日本新聞会がまとめた案によって、東京地区では都新聞と國民新聞の2紙が挙げられた。
しかし、東京ローカル紙として不動の位置を獲得していた『都新聞』と、政論紙として苦戦が続き、名古屋の名門紙であった『新愛知』（中日新聞の前身紙）の経営下に置かれていた『國民新聞』との立場はあまりに違いすぎた。社風や紙面の違いなどの隔たりも大きく、合併交渉は難航。財政的な余裕のある都新聞が、『國民新聞』の買収による一本化を提示したのに対し、『國民新聞』は対等合併を主張し経営形態を公益法人化するとの意見を変えなかった。協議は進まず、9月10日には決裂。情報局などの裁断によって10月1日、強制的に『東京新聞』として発足したが、社長空席のままの船出となった。社団法人としての東京新聞社の発足は翌1943年（昭和18年）8月まで待たねばならなかった。末期の部数は10万3千部。

## 掲載された主な小説
- 「大菩薩峠」（中里介山）
- 「人生劇場」（尾崎士郎）
- 「新女性気質」（小林多喜二、その後「安子」に改題）
- 「縮図」（徳田秋声）
- 「黒い花束」（関口次郎、挿絵は清水多嘉示）

## 主な関係者
- 伊原敏郎 - 筆名・青々園。1896年（明治29年）二六新報から移籍。
- 尾崎宏次 - 1937年（昭和12年）入社。1954年（昭和29年）に独立して演劇評論家。
- 黒岩涙香 - 1889年（明治22年）絵入自由新聞から移籍して主筆。1892年（明治25年）退社して萬朝報を創業した。
- 小田仁二郎 - 1935年（昭和10年）入社。
- 仮名垣魯文 - 今日新聞創刊と同時にいろは新聞より移籍して主筆。
- 神崎武雄 - 1926年（大正15年）入社。東京新聞への合併後に直木賞を受賞するも、海軍報道班員として護送船団（ミマ11船団）取材中に乗っていた船が米軍の攻撃を受けて沈没、戦死した。
- 北原武夫 - 1932年（昭和7年）入社。1936年、宇野千代と月刊『スタイル』を創刊するため退社。
- 小西義敬 - 創業者。
- 中里弥之助 - 筆名・介山。1906年（明治39年）入社。代表作『大菩薩峠』は本紙連載からスタートした。
- 長谷川伸二郎 - 筆名・伸。1911年（明治44年）横浜毎朝新報から移籍。1925年（大正14年）退社して作家活動に専念。新鷹会創立者。
- 土方正巳 - 1932年入社。文化部長から東京新聞編集局長、主幹を経て東京社専務理事。
- 平山壮太郎 - 筆名・蘆江。1906年入社、花柳演芸欄を担当後、読売新聞に移籍。
- 細田悟一 - 1922年（大正11年）入社。商況部長時代に一目均衡表を開発。
- 渡辺治 - 筆名・台水。1888年（明治21年）時事新報より移籍して主筆。同年11月から大阪毎日新聞社社長も兼務、黒岩を後任の主筆に迎えるが1893年（明治26年）、30歳の若さで急逝。
- 渡辺黙禅 - 東京毎日新聞より移籍。1910年（明治43年）退社して作家活動に専念。